# Dude Wipes 250
Das Dude Wipes 250 ist ein Autorennen der NASCAR Xfinity Series auf dem Martinsville Speedway.

## Geschichte
Das erste Rennen wurde am 28. März 1982 als Dogwood 500 über eine Distanz von 250 Runden ausgetragen, was eine Gesamtdistanz von rund 211 km entsprach. Erster Sieger wurde Sam Ard, der auch in der darauffolgenden Saison beim Miller Time 250 gewann. Die Renndistanz von 250 Runden blieb erhalten ebenso wie in der Saison 1984, als Jack Ingram das Rennen für sich entschied. In der Saison 1985 wurde die Renndistanz auf 200 Runden oder rund 169 km verkürzt. Brett Bodine gewann das in Miller 200 umbenannte Rennen. Obwohl die Distanz ab der Saison 1986 gleich blieb, wurde das Rennen in Miller 500 umbenannt. In den Jahren 1986 und 1987 trugen sich Morgan Shepherd und Brad Teague in die Siegerliste ein, bevor 1988 Jimmy Hensley das Miller Classic gewann. In den darauffolgenden Saisons hießen die Sieger Tommy Ellis, Tommy Houston und Jimmy Hensley. In der Saison 1992 wurde der Name wieder in Miller 500 zurückgeändert und Kenny Wallace gewann das Rennen. In den letzten beiden Saisons, in denen es ausgetragen wurde, betrug die Renndistanz 300 Runden beziehungsweise circa 254 km. 1993 gewann Ward Burton und 1994 wurde Terry Labonte der Sieger des Rennens.

## Sieger
- 1982: Sam Ard
- 1983: Sam Ard
- 1984: Jack Ingram
- 1985: Brett Bodine
- 1986: Morgan Shepherd
- 1987: Brad Teague
- 1988: Jimmy Hensley
- 1989: Tommy Ellis
- 1990: Tommy Houston
- 1991: Jimmy Hensley
- 1992: Kenny Wallace
- 1993: Ward Burton
- 1994: Terry Labonte